# Saison 8 des Mystères de l'amour
 (décembre 2014).
Si vous disposez d'ouvrages ou d'articles de référence ou si vous connaissez des sites web de qualité traitant du thème abordé ici, merci de compléter l'article en donnant les références utiles à sa vérifiabilité et en les liant à la section « Notes et références ».
Chronologie
Saison 7 Saison 9
La huitième saison des Mystères de l'amour, série télévisée française créée par Jean-François Porry, est diffusée sur la chaîne TMC.

## Distribution

### Acteurs principaux (dans l'ordre d'apparition au générique)
- Hélène Rollès : Hélène Watson
- Patrick Puydebat : Nicolas Vernier
- Serge Gisquière : Peter Watson
- Laure Guibert : Bénédicte Da Silva
- Philippe Vasseur : José Da Silva
- Laly Meignan : Laly Polleï
- Richard Pigois : John Greyson
- Elsa Esnoult : Fanny Greyson
- Sébastien Roch : Christian Roquier
- Marion Huguenin : Chloé Girard
- Carole Dechantre : Ingrid Soustal
- Macha Polikarpova : Olga Poliarva
- Lakshan Abenayake : Rudy Ayake
- Tom Schacht : Jimmy Werner
- Isabelle Bouysse : Jeanne Garnier (Créditée au générique mais elle n'apparaît dans aucun épisode)

### Acteurs récurrents
- Ève Peyrieux : Ève Watson
- Fabrice Josso : Étienne Varlier
- Magali Semetys : Marie Dumont
- Frédéric Attard : Anthony Maugendre
- Valentin Byls : Nicky McAllister
- Audrey Moore : Audrey McAllister
- Jean-Baptiste Sagory : Sylvain
- Célyne Durand : Mylène
- Manon Schraen : Léa Werner
- Sami Alliot : Samuel
- Miguel Saez : Antonio de Carvalho
- Cathy Andrieu : Cathy
- Renaud Roussel : Daniel Larson
- Leila Ben Khalifa : Julia (de son vrai prénom Leila), la nouvelle compagne d'Antonio
- Antoine Daubenton : Frédéric
- Grégoire Desfond : Tom
- Stephen Manas : Stephen, le saxophoniste
- Ambroise Di Maggio : Diego de Carvalho
- Marie Beaujeux : Laura
- Michel Robbe : Jean-Paul Lambert
- Erwan Trudelle : Manuel
- Marjorie Bourgeois : Stéphanie Dorville (Épisode 1)
- Michel Victor Guibbert : Erwan (Épisode 23)
- Maéva El Aroussi : Gwen (Épisode 23)
- Elliot Delage : Julien (Épisode 25)

### Acteurs invités
- Bruno Le Millin : Roger
- Magalie Madison : Annette
- Nathan Georgelin : Gamin Noël
- Eric Massot : Ramòn, l'amant moldave d'Olga
- Jacky : Jacky, l'animateur d'IDF1

## Liste des épisodes
1. Une nouvelle vie
2. Mensonges et sentiments
3. Dédicace
4. La fin du rêve
5. Amour, fantômes et mariage, première partie
6. Amour, fantômes et mariage, seconde partie
7. Show Case
8. Le triomphe de Noël
9. Usage de faux
10. Retour de femmes
11. Le revenant
12. Problème de cœur
13. Coups du sort
14. Miroir aux trahisons
15. Alors on danse
16. Nouvelles pistes
17. Prises et méprises
18. Bonne Saint-Valentin !
19. Sur d'autres pistes
20. Des espoirs
21. Pièges en série
22. L'union fait la force
23. Frères et sœurs
24. Pardon dangereux
25. L'autre enfant
26. Paire de pères
27. Conspiration
28. Faux semblants